# Ruine Walkenstein
Die Ruine Walkenstein, auch Falkenstein oder Valkenstein genannt, ist die Ruine einer Spornburg bei 359 m ü. NN auf dem westlichen Ausläufer des „Webersköpfles“ beim Ortsteil Walke der Gemeinde Oberwolfach im Ortenaukreis in Baden-Württemberg.
Die Turmburg wurde vermutlich von den Grafen von Fürstenberg im 14. Jahrhundert als Wach- und Wohnturm zur Sicherung des Tales sowie zur Überwachung der Bergbaurechte und der Erztransporte erbaut. 1364 wird Aigelwart von Valkenstein als Besitzer der Burg erwähnt. 1988 bis 1990 wurden die Überreste der Turmburg archiviert und gesichert.
Von der ehemaligen Burganlage, die nur aus einem Wohnturm bestand, sind noch die bis zu zwei Meter hohen und quadratischen Grundmauerreste des Wohnturms mit den Maßen von 7,80 mal 8,75 Metern und einer Mauerstärke von durchschnittlich 1,50 Metern erhalten. Sein Mauerwerk besteht aus Granit-Bruchsteinen. An seiner Ostseite, zum ansteigenden Berghang hin, ist dem Turm ein Halsgraben vorgelegt.